# Ромодановский-Ладыженский, Николай Иванович
Князь Николай Иванович Ромодановский-Ладыженский (около 1746 — 10 [22] июля 1803) — сенатор, действительный тайный советник.

## Биография
Сын стольника Ивана Петровича Ладыженского от брака его с княжной Екатериной Андреевной Ромодановской; родился в середине 1740-х гг., в 1755 году был записан в службу. 10 февраля 1762 г. из вахмистров Конной Гвардии был произведен в корнеты, а 1 сентября 1770 года из секунд-ротмистров Конной же Гвардии был переведен в армию подполковником. 17 марта 1774 года получил чин полковника и в 1776 году и этом чине служил в Ростовском карабинерном полку.
Чин генерал-поручика получил 14 апреля 1789 года, будучи в это время членом Военной Коллегии. Приобретя милость Императора Павла, он 29 ноября 1797 года получил от него чин генерала от инфантерии, а 2 декабря того же 1797 года, переименованный в действительные тайные советники, назначен был сенатором и вскоре (8 апреля 1798 года), как сын последней в роду княжны Ромодановской, получил от Императора Павла разрешение именоваться князем Ромодановским-Ладыженским. 8 декабря 1798 года он получил в вечное и потомственное владение Полоцкую экономию с 596 душами мужского пола и землями и угодьями. 26 января 1799 года разрешено ему было пользоваться Императорской придворной ливреей, пожалованной Императором Петром Великим его деду, князю Андрею Михайловичу Ромодановскому, а 7 февраля 1800 года он был уволен, по прошению, от службы с пенсионом получавшегося им жалованья.

## Семья и потомки
Жена (с 1763 года) — баронесса Мария Исаевна Шафирова (1738—05.12.1798), фрейлина двора (1756), дочь И. П. Шафирова, внучка барона П. П. Шафирова и А. П. Измайлова. Похоронена на Лазаревском кладбище Александро-Невской лавры. Их сын:
- Александр Николаевич (ок. 1764 — после 1801).